# Santuario de la Naturaleza El Zaino
El Santuario de la Naturaleza El Zaino - Laguna el Copín, es un área protegida o prioritaria, la cual fue promulgada como tal en la declaración mediante el oficio ordinario nº 3738, de 11 de septiembre de 2018, esto bajo los acuerdos del Consejo de Monumentos Nacionales. De la misma manera el 24 de enero de 2019 se acordó proponer al Presidente de la República chilena Sebastián Piñera Echenique en conjunto a la ministra del Medio Ambiente Carolina Schmidt Zaldívar, la creación del santuario de la naturaleza El Zaino - Laguna el Copín.
El Zaino es un valle, mientras que El Copín es la laguna que se encuentra en los faldeos de dicho Valle, la presencia de ambiente entonces se clasifica como terrestre y concierne a una ecorregión representada como "Estepa del sur de Los Andes", muy en las cercanías de la cuenca del Río Akunkawua o Aconcagua.
Esta área es realmente significativa, tanto como para la flora y fauna, así como también por las evidencias arqueológicas, las cuales son petroglifos y cerámica (véase Arqueología).                                                                                                                                                                                                                                                                                                                                                                                                                                                                                                                                                                                                                                                                                                                                                                                                                                                                                                                                                                                                                                                                                                                                                                                                                                                                                                                                                                                                                                                                                                                                                                                                                                                                                                                                                                                                                                                                                                                                                                                                                                                                                                                                                                                                                                                                                                                                                                                                                                                                                                                                                                                                                                                                                                                                                                                                                                                                                                                                                                                                                                                                                                                                                                                                                                                                                                                                                                                                                                                                                                                                                                                                                                                                                                                                                                                                                                                                                                                                                                                                                                                                                                                                                                                                                                                                                                                                                                                                                                                                                         

## Características
Se caracteriza por ser uno de los principales "hotspots" de biodiversidad reconocidos a nivel mundial, gracias a la flora que allí existe y perdura. Alberga paisajes como el Valle el Zaino, media montaña y alta montaña, matorrales y matorrales espinosos, bosques y humedales (laguna esteros, vegas y vertientes). En cuanto a la hidrología, se presenta la laguna Copín, la Laja y el estero el Zaino.
Por otra parte las especies existentes, corresponden a especies nativas y endémicas, más no exóticas.

## Ubicación
El santuario se encuentra ubicado en la provincia de San Felipe, en las cercanías de Los Andes, Farellones e incluso cercano a la Cordillera de Los Andes, en donde se sitúa el límite territorial entre Chile y Argentina. Dicho Santuario contempla un aproximado de grandes extensiones territoriales, las cuales comprenden a 6.741 hectáreas, y se encuentran ubicadas exactamente en la comuna de Santa María.

## Decreto 10
El decreto fue promulgado el 04-JUN-2019, en donde: 
- Artículo 1.º declara que: Declárese el santuario de la naturaleza El Zaino - Laguna El Copín, ubicado en la comuna de Santa María, provincia de San Felipe, Región de Valparaíso, con una superficie aproximada de 6.741,37 hectáreas.
- Artículo 2.º . Límites y coordenadas. Los límites del santuario de la naturaleza El Zaino - Laguna El Copín, representados en el mapa adjunto, se detallan en coordenadas UTM según Datum WGS 84, huso 19 sur.

- Artículo 3.º Objetos de Conservación. El santuario de la naturaleza El Zaino - Laguna El Copín tendrá los siguientes objetos de conservación: los humedales representados por sus vegas y vertientes; el bosque y matorral espinoso; la laguna El Copín; las mesetas; los sitios arqueológicos; y las especies clasificadas en categoría de amenaza.

- Artículo 4.º Administración. El santuario de la naturaleza El Zaino - Laguna El Copín quedará bajo la administración de la Comunidad Campo Jahuel, y bajo la supervigilancia y custodia del Ministerio del Medio Ambiente.

- Artículo 5.º Plan de manejo. En un plazo de 24 meses contado desde la publicación del presente decreto, el administrador señalado en el artículo precedente deberá presentar una propuesta de plan de manejo del santuario al Ministerio del Medio Ambiente. Dicho plan contendrá las acciones concretas para hacer efectiva la protección y conservación del área, además de los responsables de su ejecución.[1]

## Ley de Monumentos Nacionales y Normas Relacionadas Ley nº 17.288
Señala que, para efectos de la presente Convención se considerarán "patrimonio natural":
Artículo 2: Los monumentos natrales constituidos por formaciones físicas y biológicas o por grupos de esas formaciones que tengan un valor universal excepcional desde el punto de vista estético o científico.
Las formaciones geológicas y fisiográficas y las zonas estrictamente delimitadas que constituyan el hábitat de especies animal y vegetal amenazadas, que tengan un valor universal excepcional desde el punto de vista estético o científico.
Los lugares naturales o las zonas naturales estrictamente delimitadas, que tengan un valor universal excepcional desde el punto de vista de la ciencia, de la conservación o de la belleza natural.

## Arqueología
Dentro del sector se encuentran elementos que conciernen a la arqueología, tratándose en primera instancia de petroglifos los cuales corresponde a un origen Incaico, y cerámica del período Alfarero Temprano (PAT). De la misma manera, se da cuenta de la presencia de al menos 28 ocupaciones humanas de diferentes temporalidades del PAT y Arcaico.
Además, resaltar la existencia de al menos 35 sitios arqueológicos que derivan de la ocupación humana en la Cordillera de Los Andes.

## Fauna
En cuanto a la Fauna presente en el área, se han de clasificar según su estado de conservación: Matuasto (Phymaturus alicahuense) en Peligro Crítico, Phymaturus darwini en Peligro, Guanaco (Lama guanicoe) y Cóndor (Vultur gryphus) ambas Vulnerables; Sapo de pecho espinoso (Alsodes nodosus) como Casi Amenazada; Iguana (Callopistes palluma) como "Casi Amenazada"; Lagarto nítido (Liolaemus nitidus) como Casi Amenazada; y Puma (Puma concolor) como Casi Amenazada.

## Flora
Dentro de ese territorio, se presenta flora de carácter nativa y endémica; siendo algunas identificadas como: Sandillón (Eriosyce aurata); Guayacán (Porlieria chilensis); y Algarrobo (Prosopis chilensis). Las mencionadas anteriormente se encuentran catalogadas como "Vulnerables".

## Conservación y protección
La conservación apunta directamente al área de los humedales, bosque, matorral, laguna el Copín, mesetas, sitios arqueológicos, y especies catalogadas de amenaza. Este sector pertenece al Plan Nacional de Protección de Humedales 2018-2022; en donde el objetivo central es la protección y conservación de la biodiversidad y los servicios ecosistémicos, en donde se ha de garantizar su -nuevamente- conservación y gestión a largo plazo.

## Actualidad
Actualmente, la comunidad es quien se hace cargo del cuidado y protección, teniendo en cuenta que el estado es la institución visible que respalda la tuición y protección de los Monumentos, que en este caso corresponde mencionar el Santuario de la Naturaleza.
El lugar comprende a un área turística también por lo que las condiciones de cuidado y protección deberían ser aún más altas; y siguiendo con la misma línea, se ha de mencionar que existen registros de utilización de autos, los cuales alteran gravemente el territorio.